# Анепська Діна Сергіївна
Діна Сергіївна Анепська (нар. 5 грудня 1956, Вінниця) — акторка, Заслужена артистка України (2012).

## Біографія
Народилая 5 грудня 1956 року у м. Вінниця. У 1973 р. Закінчила Вінницьку середню школу № 26. Працювала актрисою Вінницького обласного музично-драматичного театру ім. Миколи Садовського. З вересня 1974 р. по червень 1978 р. навчалася у Київському державному інституті театрального мистецтва ім. Івана Карпенка-Карого.

## Творча діяльність
З травня 1978 р. працює у Чернівецькому обласному українському музично-драматичному театрі імені Ольги Кобилянської. Стала однією з провідних акторок. 
Зіграла у виставах «Запитай колись у трав», «Якщо покличуть зорі», «Сльози Божої Матері», «Кілер та Зануда», «Іван та Мар'я», «Два клени», «Запечатаний двірник».
У чинному репертуарі драмтеатру Кобилянської виконує ролі:
Солоха - комедія «Різдвяна ніч» за повістю «Ніч перед Різдвом» М.Гоголя (2000); реж. Олег Мосійчук
Маруся Кайдашиха - трагікомедія «Кайдашева сім‘я» І.Нечуй-Левицького (2001); реж. Олег Мосійчук
Іда - love-story «Сяй, мій божевільний діаманте» А.Менчелла (2017); реж. Володимир Савінов
Бабуся  - музична казка «Коза-дереза» М.Лисенка (2017); реж. Сергій Кузик
Тома - дикий експеримент над любов‘ю «Зрадь мене» за В.Винниченком (2019); реж. Людмила Скрипка
Ґабріель (Ґабі) - комедія «Ґабріель» М.Лоранса (2020); реж. Юрій Кочевенко
Баронова Козино - сатира «Мина. Історія перевертня» за п‘єсою «Мина Мазайло» М.Куліша (2022); реж. Дмитро Леончик
У 2001 р. присуджено літературно-мистецьку премію ім. Сидора Воробкевича.